# Mola tecta
A Mola tecta a sugarasúszójú halak (Actinopterygii) osztályának gömbhalalakúak (Tetraodontiformes) rendjébe, ezen belül a holdhalfélék (Molidae) családjába tartozó faj.
A Mola tecta egy újonnan felfedezett holdhalféle, mely igen szoros rokonsági kapcsolatban áll a holdhallal (Mola mola). A két állatot nemrég még egy fajnak vélték.

## Előfordulása
Ezt a nagytestű gömbhalat eddig Új-Zéland tengervizeiben, Ausztrália délkeleti partjainál, valamint Dél-Chile és Afrika közelében sikerült megfigyelni. Az eddig megfigyelt elterjedése a déli félgömbre korlátozódik.

## Megjelenése
Ez a halfaj karcsúbb és simább felületű, mint a közismert holdhal. Testtömege elérheti a 2 tonnát is.

## Életmódja
Életmódjáról szinte semmit sem tudunk; valószínűleg a többi holdhaléhoz hasonló. Táplálékát a Salpidae-fajok alkotják.

## Fordítás
- Ez a szócikk részben vagy egészben  a   Mola tecta című angol Wikipédia-szócikk ezen változatának fordításán alapul.  Az eredeti cikk szerkesztőit annak laptörténete sorolja fel. Ez a jelzés csupán a megfogalmazás eredetét és a szerzői jogokat jelzi, nem szolgál a cikkben szereplő információk forrásmegjelöléseként.